# Strange and Beautiful Music
Strange and Beautiful Music – wydawnictwo muzyczne, które założył John Lurie. Zajmuje się wydawaniem muzyki stworzonej przez Johna Lurie w różnych projektach.

## Płyty wydane przez Strange and Beautiful Music
- Queen of all ears The Lounge Lizards.

Jest to ostatnia płyta grupy The Lounge Lizard. W recenzji tej płyty w New York Times muzyka Johna Lurie została nazwana "wrażliwą i inteligentną". Na płycie oprócz Johna Lurie grają: Micheal Blake, Steven Bernstein, Jane Scarpantoni, David Tronzo, Evan Lurie, Erik Sanko, Ben Perowsky i Calvin Weston.
- Voice of chunk The Lounge Lizards
- African swim/Manny and Lo to dwupłytowy album Johna Lurie zawierający muzykę do filmów.
- Down by Law/Variety to dwupłytowy album Johna Lurie zawierający muzykę do filmów: Down by Law ("Poza prawem") Jima Jarmuscha i Variety.
- Stranger than Paradise The Ressurection of Albert Ayler Johna Lurie.

Album zawiera muzykę do filmu Jima Jarmuscha Stranger than Paradise ("Inaczej niż w raju"), w którym John Lurie także występuje.
Jest to pierwsza kompozycja muzyki filmowej Johna Lurie.
- Greatest hits The Legendary Marvin Pontiac.

- Fishing with John John Lurie.